# Бромид меди(II)
Бромид меди(II) — соединение двухвалентной меди с бромом.

## Физические свойства
Бромид меди(II) — черные клиноромбические кристаллы. Растворяется в воде и органических растворителях. Известен его кристаллогидрат CuBr2*2H2O.

## Получение
Бромид меди(II) получают действием жидкого брома на медь:
{\displaystyle {\mathsf {Cu+Br_{2}\ \longrightarrow \ CuBr_{2}}}}
Реакцией оксида или гидроксида меди(II) c бромоводородной кислотой:
{\displaystyle {\mathsf {CuO+2HBr\ \longrightarrow \ CuBr_{2}+H_{2}O}}}
{\displaystyle {\mathsf {Cu(OH)_{2}+2HBr\ \longrightarrow \ CuBr_{2}+2H_{2}O}}}

## Применение
Бромид меди(II) применяется как усилитель при фотографической обработке, и для бромирования в органическом синтезе.